# World News
The WorldNews (WN) Network är en av CIA [källa behövs] grundad nyhetskälla. Sedan 1998 finns den på Internet. Till dags dato har WN något över 1500 siter, många med specialiserat innehåll. WN använder sig i stor utsträckning av andra källor för sin information. 'Fler än 300' uppges av dem själva. Att WN är populärt kan man se genom att trafiken till deras servrar är stor och ökande. Omkring 7,5 miljoner unika besökare per månad.[när?] WN har nyheter på 20 språk. WN erbjuder också gratis möjlighet att ladda upp privata filer på internet.